# Campeonato da Europa de Atletismo de 2022 - 400 m masculino
A prova dos 400 metros masculino do Campeonato da Europa de Atletismo de 2022 foi disputada entre os dias 15 a 17 de agosto de 2022, no Estádio Olímpico de Munique, em Munique na Alemanha. 

## Recordes
Antes desta competição, os recordes mundiais e do campeonato nesta prova eram os seguintes:
|                       | Nome              | Nacionalidade     | Tempo  | Local          | Data                  |
| --------------------- | ----------------- | ----------------- | ------ | -------------- | --------------------- |
| Recorde mundial       | Wayde van Niekerk | África do Sul     | 43s 03 | Rio de Janeiro | 14 de agosto de 2016  |
| Recorde europeu       | Thomas Schönlebe  | Alemanha Oriental | 44s 33 | Roma           | 3 de setembro de 1987 |
| Recorde do campeonato | Iwan Thomas       | Reino Unido       | 44s 52 | Budapeste      | 21 de agosto de 1998  |

## Medalhistas
| Ouro                       | Prata                   | Bronze                    |
| Matthew Hudson-Smith (GBR) | Ricky Petrucciani (SUI) | Alex Haydock-Wilson (GBR) |

## Cronograma
Todos os horários são locais (UTC+2).
| Data         | Hora  | Evento    |
| ------------ | ----- | --------- |
| 15 de agosto | 19:00 | Bateria   |
| 16 de agosto | 12:25 | Semifinal |
| 17 de agosto | 21:42 | Final     |

## Resultados

### Bateria
Qualificação: 3 atletas de cada bateria (Q) mais os 3 melhores qualificados (q). Os 9 atletas mais bem posicionados se classificaram diretamente para as semifinais.
| Posição | Bateria | Raia | Atleta                    | Nacionalidade | Tempo | Notas                |
| ------- | ------- | ---- | ------------------------- | ------------- | ----- | -------------------- |
| 1       | 2       | 5    | Davide Re                 | Itália        | 45.26 | Q,                   |
| 2       | 2       | 7    | Ricky Petrucciani         | Suíça         | 45.26 | Q,                   |
| 3       | 4       | 3    | Thomas Jordier            | França        | 45.39 | Q,                   |
| 4       | 1       | 8    | Lionel Spitz              | Suíça         | 45.46 | Q,                   |
| 5       | 3       | 7    | Benjamin Lobo Vedel       | Dinamarca     | 45.50 | Q, =                 |
| 6       | 4       | 7    | Patrick Schneider         | Alemanha      | 45.58 | Q                    |
| 7       | 1       | 6    | Patrik Šorm               | Chéquia       | 45.66 | Q,                   |
| 8       | 2       | 8    | Boško Kijanović           | Sérvia        | 45.75 | Q                    |
| 9       | 2       | 3    | João Coelho               | Portugal      | 45.78 | q                    |
| 10      | 3       | 8    | Gilles Biron              | França        | 45.82 | Q                    |
| 11      | 1       | 7    | Iñaki Cañal               | Espanha       | 45.83 | Q,                   |
| 12      | 4       | 8    | Edoardo Scotti            | Itália        | 45.87 | Q                    |
| 13      | 4       | 4    | Pavel Maslák              | Chéquia       | 45.92 | q,                   |
| 14      | 4       | 3    | Gustav Lundholm Nielsen   | Dinamarca     | 46.05 | q,                   |
| 15      | 2       | 4    | Joe Brier                 | Reino Unido   | 46.06 |                      |
| 16      | 3       | 4    | Matěj Krsek               | Chéquia       | 46.12 | Q                    |
| 17      | 3       | 5    | Håvard Bentdal Ingvaldsen | Noruega       | 46.18 | Recorde da temporada |
| 18      | 4       | 5    | Manuel Guijarro           | Espanha       | 46.18 |                      |
| 19      | 2       | 6    | Marvin Schlegel           | Alemanha      | 46.19 |                      |
| 20      | 1       | 4    | Manuel Sanders            | Alemanha      | 46.21 |                      |
| 21      | 1       | 5    | Lorenzo Benati            | Itália        | 46.26 |                      |
| 22      | 2       | 2    | Jochem Dobber             | Países Baixos | 46.36 | Recorde da temporada |
| 23      | 1       | 3    | Danylo Danylenko          | Ucrânia       | 46.39 | Recorde da temporada |
| 24      | 3       | 3    | Óscar Husillos            | Espanha       | 46.42 |                      |
| 25      | 3       | 6    | Šimon Bujna               | Eslováquia    | 46.79 |                      |

### Semifinal
Qualificação: 2 atletas de cada bateria (Q) mais os 2 melhores qualificados (q). Os 9 mais bem classificados se juntaram aos 15 atletas classificados na fase anterior.
| Posição | Bateria | Raia | Atleta                  | Nacionalidade | Tempo | Notas |
| ------- | ------- | ---- | ----------------------- | ------------- | ----- | ----- |
| 1       | 1       | 5    | Matthew Hudson-Smith    | Reino Unido   | 44.98 | Q     |
| 2       | 2       | 4    | Thomas Jordier          | França        | 45.37 | Q,    |
| 3       | 3       | 6    | Liemarvin Bonevacia     | Países Baixos | 45.40 | Q     |
| 4       | 2       | 5    | Alex Haydock-Wilson     | Reino Unido   | 45.45 | Q     |
| 5       | 2       | 3    | Karol Zalewski          | Polónia       | 45.52 | q     |
| 6       | 1       | 3    | Ricky Petrucciani       | Suíça         | 45.55 | Q     |
| 7       | 2       | 7    | Lionel Spitz            | Suíça         | 45.56 | q     |
| 8       | 1       | 8    | João Coelho             | Portugal      | 45.64 |       |
| 9       | 1       | 2    | Patrik Šorm             | Chéquia       | 45.66 |       |
| 10      | 3       | 3    | Dylan Borlée            | Bélgica       | 45.67 | Q     |
| 11      | 1       | 4    | Christopher O'Donnell   | Irlanda       | 45.73 |       |
| 12      | 3       | 1    | Gilles Biron            | França        | 45.75 |       |
| 13      | 1       | 6    | Alexander Doom          | Bélgica       | 45.77 |       |
| 14      | 1       | 7    | Boško Kijanović         | Sérvia        | 45.88 |       |
| 15      | 3       | 7    | Patrick Schneider       | Alemanha      | 45.92 |       |
| 16      | 2       | 8    | Matěj Krsek             | Chéquia       | 45.92 |       |
| 17      | 3       | 4    | Davide Re               | Itália        | 46.02 |       |
| 18      | 2       | 1    | Iñaki Cañal             | Espanha       | 46.10 |       |
| 19      | 1       | 1    | Gustav Lundholm Nielsen | Dinamarca     | 46.30 |       |
| 20      | 3       | 2    | Pavel Maslák            | Chéquia       | 46.36 |       |
| 21      | 2       | 2    | Edoardo Scotti          | Itália        | 46.49 |       |
| 22      | 3       | 5    | Mihai Sorin Dringo      | Roménia       | 47.06 |       |
| 23      | 2       | 6    | Kevin Borlée            | Bélgica       | DNF   | DNF   |
| 24      | 3       | 8    | Benjamin Lobo Vedel     | Dinamarca     | DNS   | DNS   |

### Final
A final ocorreu no dia 17 de agosto às 21:42.
| Posição           | Raia | Atleta               | Nacionalidade | Tempo | Notas                |
| ----------------- | ---- | -------------------- | ------------- | ----- | -------------------- |
| Medalha de ouro   | 4    | Matthew Hudson-Smith | Reino Unido   | 44.53 |                      |
| Medalha de prata  | 8    | Ricky Petrucciani    | Suíça         | 45.03 | Recorde da temporada |
| Medalha de bronze | 6    | Alex Haydock-Wilson  | Reino Unido   | 45.17 |                      |
| 4                 | 5    | Liemarvin Bonevacia  | Países Baixos | 45.17 | Recorde da temporada |
| 5                 | 7    | Dylan Borlée         | Bélgica       | 45.39 |                      |
| 6                 | 1    | Karol Zalewski       | Polónia       | 45.62 |                      |
| 7                 | 2    | Lionel Spitz         | Suíça         | 45.66 |                      |
| 8                 | 3    | Thomas Jordier       | França        | 45.67 |                      |

Legenda
| Recorde mundial       | Recorde mundial (World record)               |                       | Recorde africano                      | Recorde africano (African) |                                           | Q | Classificado por posição (Qualified) |
| Recorde do campeonato | Recorde do campeonato (Championship record)  | Recorde da América    | Recorde da América (Americas)         | q                          | Classificado por melhor tempo (Qualified) |   |                                      |
| Melhor marca do ano   | Melhor marca do ano (World leading)          | Recorde asiático      | Recorde asiático (Asian)              | DNS                        | Não largou (Did not start)                |   |                                      |
| Recorde nacional      | Recorde nacional (National record)           | Recorde europeu       | Recorde europeu (European)            | DNF                        | Não terminou (Did not finish)             |   |                                      |
| Recorde pessoal       | Recorde pessoal do atleta (Personal best)    | Recorde da Oceania    | Recorde da Oceania (Oceania)          | DSQ / DQ                   | Desclassificado (Disqualified)            |   |                                      |
| Recorde da temporada  | Recorde da temporada do atleta (Season best) | Recorde sul-americano | Recorde sul-americano (South America) | NM                         | Sem marca (No mark)                       |   |                                      |